# Oeiras e São Julião da Barra, Paço de Arcos e Caxias
Oeiras e São Julião da Barra, Paço de Arcos e Caxias (llamada oficialmente União das Freguesias de Oeiras e São Julião da Barra, Paço de Arcos e Caxias) es una freguesia portuguesa del municipio de Oeiras, distrito de Lisboa.

## Historia
Fue creada el 28 de enero de 2013 en aplicación de una resolución de la Asamblea de la República de Portugal promulgada el 16 de enero de 2013 con la unión de las freguesias de Caxias, Oeiras e São Julião da Barra y Paço de Arcos, pasando su sede a estar situada en la antigua freguesia de Oeiras e São Julião da Barra.

## Demografía
| Gráfica de evolución demográfica de Oeiras e São Julião da Barra, Paço de Arcos e Caxias entre 2011 y 2021 |
| |
| Datos según el nomenclátor publicado por el INE portugués.                                                 |